# Albrecht Konrad
Pour les articles homonymes, voir Konrad.
Albrecht Konrad (né en 1949 à Bielefeld) est un chef décorateur allemand.

## Biographie
Albrecht Konrad commence sa carrière dans le cinéma au début des années 1980. Il a ensuite régulièrement des missions pour des productions cinématographiques et télévisuelles allemandes, pour lesquelles il travaille principalement comme scénographe et directeur artistique, parfois aussi comme accessoiriste.
Albrecht Konrad a son premier succès international pour ses décors pour Hitler : La Naissance du mal de Christian Duguay en 2003, qui lui vaut un Emmy et une nomination pour l'Art Directors Guild Award. Son plus grand succès est The Ghost Writer de Roman Polanski, tourné dans les studios de Babelsberg près de Potsdam et sur les îles d'Usedom, Rømø et Sylt. Il remporte aussi le Prix du cinéma européen et une nomination aux César.

## Filmographie
- 1980 : Poliziotto solitudine e rabbia
- 1981 : Kenn’ ich, weiß ich, war ich schon!
- 1981 : Im Regen nach Amerika (TV)
- 1983 : Tatort: Fluppys Masche (TV)
- 1985 : Touché !
- 1986 : Kir Royal (série télévisée)
- 1986 : Didi auf vollen Touren
- 1987 : Hafendetektiv (série télévisée)
- 1987 : Otto – Der neue Film
- 1988 : Le Passager - Welcome to Germany
- 1989 : Otto – Der Außerfriesische
- 1989 : Le Saint : Faux numéro (TV)
- 1990 : Le Gorille (série télévisée)
- 1991 : Manta – Der Film
- 1993 : Si loin, si proche !
- 1993 : Justice
- 1995 : Eine Frau wird gejagt (TV)
- 1996 : Der kalte Finger
- 1997 : Rossini
- 1998 : Déluge infernal (TV)
- 1999 : Aimée & Jaguar
- 1999 : Late Show
- 2001 : Au-delà (TV)
- 2001 : Emil und die Detektive
- 2001 : Was tun, wenn's brennt?
- 2002 : Mission Alcatraz
- 2003 : Hitler : La Naissance du mal
- 2004 : L'Anneau sacré (TV)
- 2005 : Vom Suchen und Finden der Liebe
- 2005 : Airlift - Seul le ciel était libre (TV)
- 2007 : Troie, la cité du trésor perdu (TV)
- 2007 : Les Trois jeunes détectives : Le Secret de l'île aux fantômes
- 2009 : Ma vie est un livre (TV)
- 2010 : The Ghost Writer
- 2011 : Le Cochon de Gaza
- 2012 : Zettl
- 2013 : La Marque des anges
- 2015 : L'Origine de la violence
- 2015 : Fassbinder (documentaire)
- 2016 : Die Dasslers (TV)
- 2018 : Un hold-up sans précédent (TV)
- 2019 : Berlin, I Love You

## Source de traduction
- (de) Cet article est partiellement ou en totalité issu de l’article de Wikipédia en allemand intitulé « Albrecht Konrad » (voir la liste des auteurs).

1. ↑  (en) Andre Soares, « ‘The Ghost Writer’ Sweeps European Film Awards: Roman Polanski Political Thriller Win a Political Message? », sur Alt Film Guide, 2011 (consulté le 11 octobre 2021)